# Guerra del Líbano de 2006
La guerra del Líbano de 2006, también denominada guerra Israel-Hezbolá de 2006, es conocida en el Líbano como guerra de julio (en árabe حرب تموز, Ḥarb Tammūz) y en Israel como segunda guerra del Líbano (en hebreo מלחמת לבנון השניה, Miljemet Lebanon Ha-Shniá). Fue un conflicto que afectó durante 34 días el Líbano, el norte de Israel y los Altos del Golán. Los principales beligerantes fueron el ejército israelí y el brazo armado de la organización chií Hezbolá. El conflicto comenzó el 12 de julio de 2006 y continuó hasta el 14 de agosto al entrar en vigencia la Resolución 1701 del Consejo de Seguridad de Naciones Unidas, que estableció un alto el fuego a partir de las 05:00 horas UTC de ese mismo día.
El conflicto se desencadenó el 12 de julio, cuando combatientes de Hezbolá lanzaron cohetes sobre las poblaciones fronterizas israelíes, entre ellos un ataque con proyectiles antitanque a dos vehículos blindados ligeros Humvee que patrullaban en la frontera vallada. La emboscada dejó tres soldados israelíes muertos y otros dos fueron hechos prisioneros, que fueron trasladados al interior del Líbano. Cinco soldados más murieron en el Líbano al intentar rescatarlos. Hezbolá pidió a Israel la liberación de prisioneros libaneses a cambio de los dos militares, pero Israel se negó y respondió con bombardeos aéreos y de artillería contra objetivos libaneses que incluyeron, además de los objetivos militares de Hezbolá, la infraestructura civil del país y el aeropuerto de la capital, Beirut. El ejército israelí (FDI) desencadenó una invasión terrestre del sur de Líbano e impuso un bloqueo aéreo y naval. Hezbolá, a su vez, incrementó los disparos de cohetes sobre el norte de Israel y trabó batalla con las FDI en una guerra de guerrillas mantenida desde sólidos baluartes.
Se cree que este conflicto provocó la muerte de, entre 1 191 y 1 300 libaneses y de 165 israelíes. Asimismo, dañó severamente la infraestructura civil libanesa y provocó el desplazamiento temporal de aproximadamente un millón de libaneses y entre 300 000 y 500 000 israelíes.
El 11 de agosto de 2006, el Consejo de Seguridad de las Naciones Unidas aprobó unánimemente la Resolución 1701, con el fin de conseguir el cese de las hostilidades. Dicha resolución, que fue aceptada tanto por Israel como Hezbolá en los siguientes días, pedía la retirada del Líbano del primero, el desarme del segundo y el despliegue en el sur del país de soldados libaneses y una reforzada fuerza de la ONU (FPNUL), a la cual se le amplió el mandato, dándole permiso para utilizar la fuerza con el objetivo de despejar de actividades hostiles su área de operaciones y resistir los intentos de impedir su tarea. El ejército libanés comenzó a desplegarse en la zona el 17 de agosto, y el bloqueo israelí fue levantado el 8 de septiembre. El 1 de octubre, la mayoría de las tropas israelíes se retiraron a su frontera, aunque algunas unidades continuaron ocupando la aldea de Ghajar, que se extiende a ambos lados de ésta. Tanto el gobierno libanés como la FINUL declararon que ellos no desarmarían a Hezbolá.

## Antecedentes
Aunque las guerras de 1948 y 1967 no afectaron al territorio del Líbano, muchos de los palestinos expulsados de sus tierras a consecuencia de éstas se tuvieron que refugiar en el país del cedro: unos 140 000 con la primera; después de la segunda y de la expulsión de Jordania en 1971, llegarían a ser 400 000, un 15 % de la población. El sur se convirtió en una importante base de operaciones de la Organización para la Liberación de Palestina (OLP) y sus brigadas de Fatah, que, tras diversos enfrentamientos con el ejército libanés, consiguieron pactar secretamente con este una libertad de movimientos total. Las sucesivas incursiones de los fedayines en Galilea recibieron una respuesta contundente por parte israelí, que llegó a bombardear el aeropuerto de la capital, Beirut. Además, Israel comenzó a proporcionar armas a las Falanges Libanesas cristianas, produciéndose una escalada de tensión que propició, junto a diversas tensiones religiosas e ideológicas, el estallido de la Guerra Civil Libanesa en 1975.

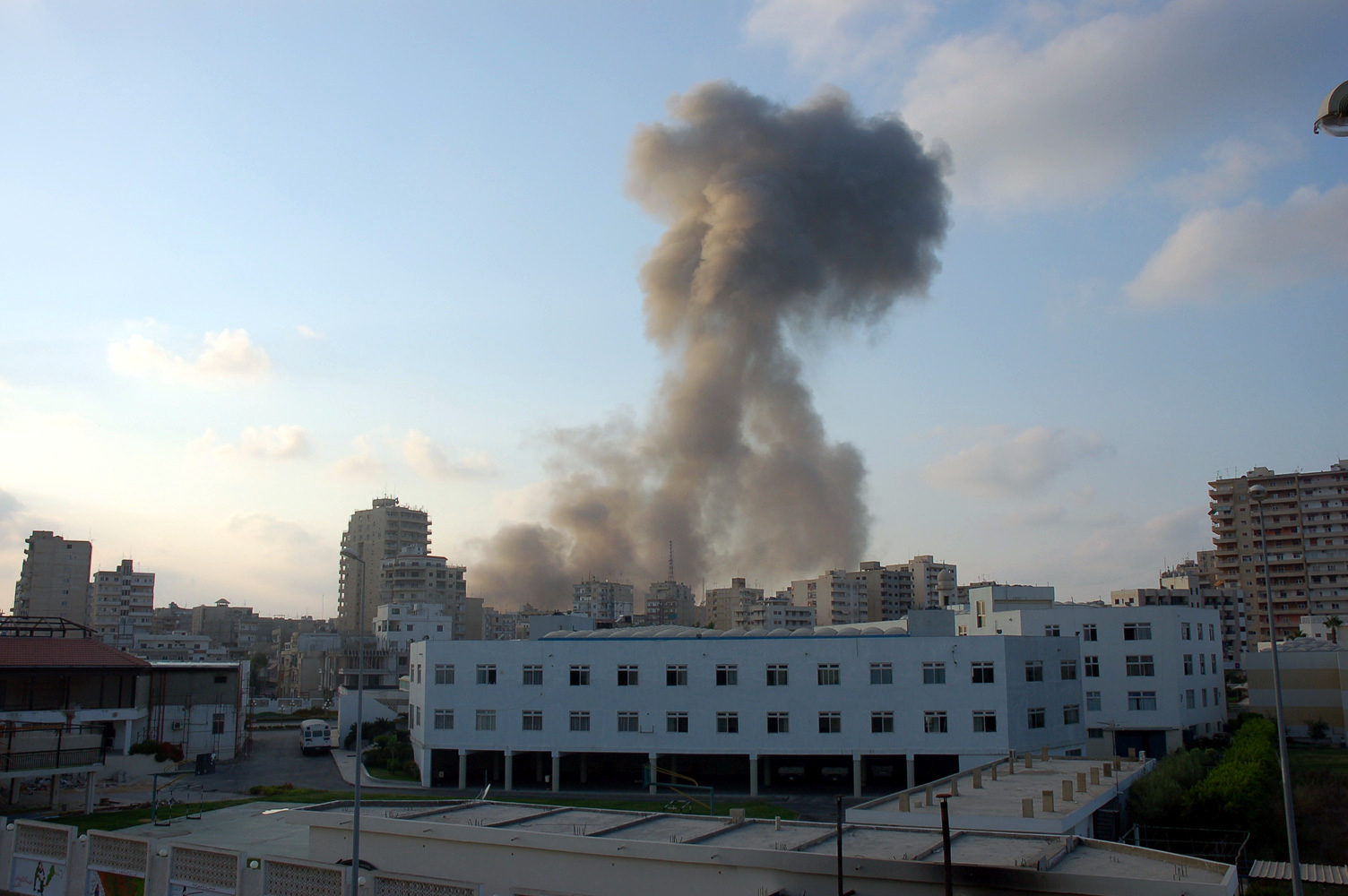
Bombardeo de la ciudad de Tiro, sur del Líbano, 2006.

Las intervenciones militares sirias (en 1976) e israelíes (1978 y 1982) desestabilizaron aún más el país: como consecuencia de la invasión de 1982 la OLP fue expulsada a Túnez, creando un vacío de poder que condujo a un recrudecimiento de la guerra civil. Líbano quedó dividido en una serie de zonas de influencia partidistas semi independientes. Una de ellas era la del Hezbolá, el partido de Dios, organización chií financiada y armada por Irán que controlaba el valle de la Bekaa y que declaró una lucha armada para acabar con la ocupación militar israelí del Líbano. Israel se retiró a lo que denominó «franja de seguridad» en la frontera sur, donde se mantuvo con la colaboración de una milicia patrocinada, el Ejército del Sur del Líbano (SLA en inglés).
La firma del Acuerdo de Taif en 1989 señaló el fin de la guerra, pero también reflejó los cambios demográficos ocurridos durante ella, con sus consecuentes reequilibrios políticos: los cristianos maronitas se habían reducido a un 23 % de la población total (en 1932 eran un 29 %), mientras que los chiíes eran un 31 % (19 %) y los suníes un 27 % (22 %). Aunque la mayoría de las facciones acordaron desarmarse, tanto Hezbolá como el SLA rehusaron hacerlo. En el año 2000 Israel se retiró del sur libanés a la Línea azul, la frontera demarcada por la ONU y reconocida internacionalmente, lo que produjo el subsiguiente colapso del SLA. Hezbolá tomó el control del área rápidamente y siguió hostigando al ejército israelí a través de la frontera, utilizando la táctica de apoderarse de soldados israelíes para obtener ventaja en los intercambios de prisioneros, como el que se produjo en 2004.
En junio de 2005, paracaidistas israelíes operando cerca de las granjas de Shebaa se enfrentaron contra tres libaneses que identificaron como miembros de Hezbolá, matando a uno. Durante los siguientes doce meses, Hezbolá llevó a cabo tres intentos infructuosos para secuestrar a soldados enemigos. El 21 de noviembre de 2005 se produjo una tentativa de ataque contra un puesto israelí en Ghajar, a caballo entre la frontera del Líbano y los Altos del Golán. El puesto había sido abandonado debido a un aviso de la inteligencia militar y cuatro militantes resultaron muertos como consecuencia de los disparos de francotiradores israelíes.

## Contexto

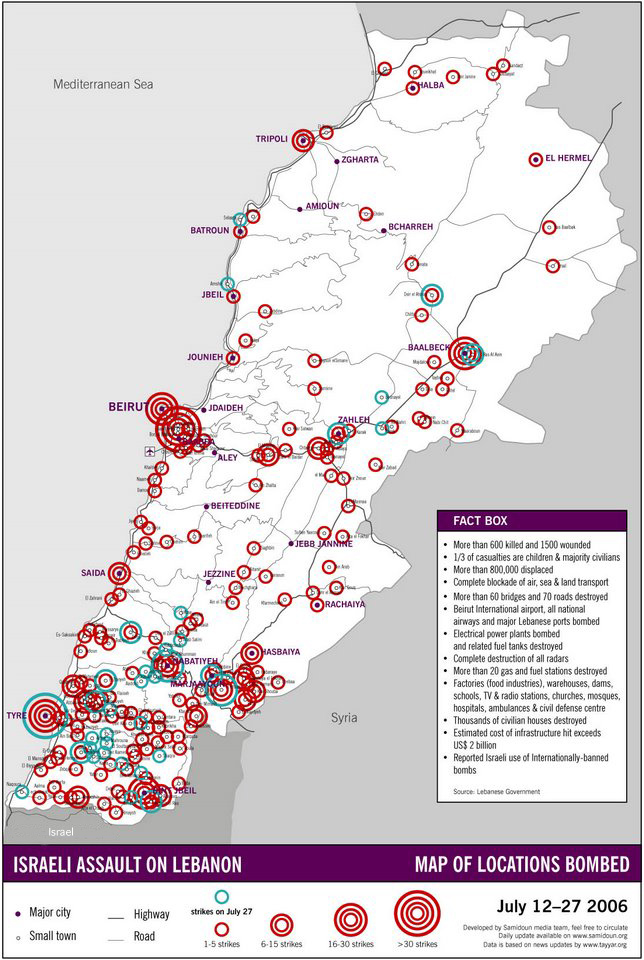
Localidades del Líbano bombardeadas entre los días 12 y 27 de julio.

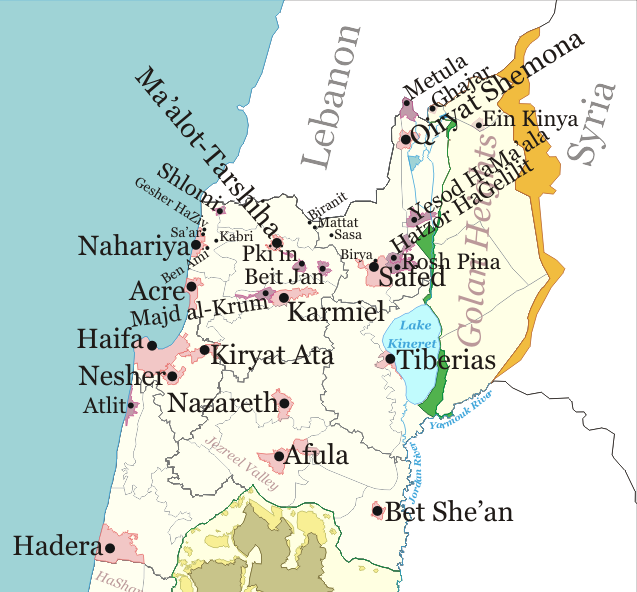
Localidades bombardeadas en Israel.

La crisis se desarrolló en un contexto diferente del habitual en el conflicto árabe-israelí, debido a la retirada unilateral de Gaza por parte de Israel en septiembre de 2005 y a la victoria de Hamás en las elecciones legislativas (enero de 2006). Las semanas previas a la crisis israelo-libanesa habían estado marcadas por el significativo aumento de los cohetes Qassam, lanzados desde Gaza por grupos palestinos sobre objetivos israelíes, y las consiguientes respuestas israelíes, causantes de numerosas bajas entre los palestinos.
El 24 de junio se producía en la Franja de Gaza la captura, por parte de efectivos israelíes, de dos palestinos, identificados como los civiles Osama Muamar, médico de 31 años, y su hermano Mustafá, de 20 años. sospechosos según el ejército israelí de militar en Hamás.
Al día siguiente, un grupo de milicianos palestinos reaccionaron cruzando la frontera entre Gaza e Israel mediante un túnel de 250 metros para atacar un puesto del ejército israelí. Durante este ataque murieron dos milicianos palestinos, así como dos soldados israelíes, mientras que cuatro soldados más fueron heridos, y el cabo Gilad Shalit fue capturado. Los captores de Shalit propusieron un intercambio negociado por los prisioneros menores de 18 años tomados por los israelíes (aproximadamente 400 de los 10 000 presos palestinos en sus cárceles). En vez de negociar, Israel capturó a más de 30 políticos palestinos relacionados con Hamás y destruyó varios ministerios e infraestructuras. Dos semanas después, en plena ofensiva israelí sobre Gaza para recuperar al soldado capturado, Hezbolá lanzó el ataque que produjo ocho soldados muertos y dos prisioneros.
Algunos analistas, como David Hirts, consideraron que Hezbolá estaba poniendo en práctica una nueva estrategia dentro del conflicto regional árabe-israelí, en apoyo al partido Hamás, que en esos momentos se hallaba acosado en la Franja de Gaza. Por su parte, otros analistas y políticos, como el jerarca libanés druso Walid Jumblat, lo han relacionado con una maniobra de distracción hacia la negativa de Irán sobre las exigencias de la ONU para que suspendiese su programa nuclear.
La ofensiva israelí sobre el sur del Líbano se vio facilitada por el hecho de que las tropas sirias abandonaran el país tras la llamada Revolución del Cedro en febrero de 2005 y por la caída del gobierno pro-sirio.

## Inicio del conflicto

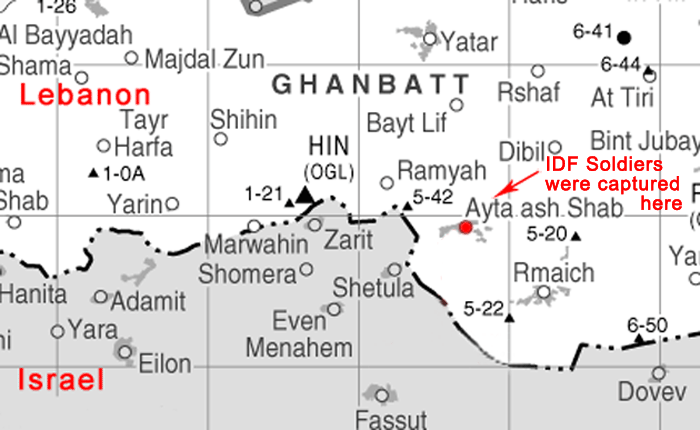
Lugar de captura de los dos soldados israelíes secuestrados según mapas de las Fuerza Provisional de las Naciones Unidas para el Líbano dependiente de la ONU.

En la mañana del 12 de julio de 2006 dos vehículos blindados del ejército israelí que patrullaban, según su gobierno, la frontera con el Líbano, fueron emboscados por Hezbolá, muriendo tres soldados y resultando heridos otros tres (uno de ellos de gravedad), mientras que dos más fueron hechos prisioneros. Paralelamente y como método de distracción, la organización armada bombardeó asentamientos del norte de Israel con cohetes Katiusha, hiriendo a cinco civiles. El propio Nasralá había señalado tiempo atrás la intención de su milicia de capturar soldados israelíes, después de que el ex primer ministro Ariel Sharon incumpliera la ratificación de los acuerdos —tres en total— acerca de la liberación de todos los prisioneros de Hezbolá en cárceles israelíes durante el último intercambio de prisioneros entre ambos contendientes. En una fallida incursión de carros israelíes dentro del territorio libanés, realizada en las horas subsiguientes al ataque con la intención de rescatar a los soldados capturados, un Merkava resultó destruido por una potente bomba oculta de antemano por Hezbolá, muriendo los cuatro soldados que lo tripulaban. En el intento de rescatar los cadáveres de los tanquistas, murió un octavo soldado israelí bajo fuego nutrido de Hezbolá. Los cuerpos sólo pudieron ser repatriados al día siguiente.
Ese mismo día la organización Hezbolá, a través de su canal de televisión Al-Manar, comunicó que había capturado a dos soldados israelíes (Ehud Goldwasser y Eldad Regev). Hezbolá manifestó que la captura se hizo en el sur del Líbano, en un enfrentamiento que se habría producido contra fuerzas israelíes que penetraron en la localidad fronteriza de Aitaa al-Chabb, cerca de las granjas de Shebaa. En la misma acción habrían bombardeado varios poblados y asentamientos agrícolas israelíes, hiriendo a cinco civiles, y atacado una patrulla militar, resultando muertos ocho soldados. Israel afirmó que el ataque se produjo en su territorio, que fue invadido y atacado por Hezbolá. Su primer ministro, Ehud Ólmert, responsabilizó al gobierno libanés de la acción de la milicia chií.

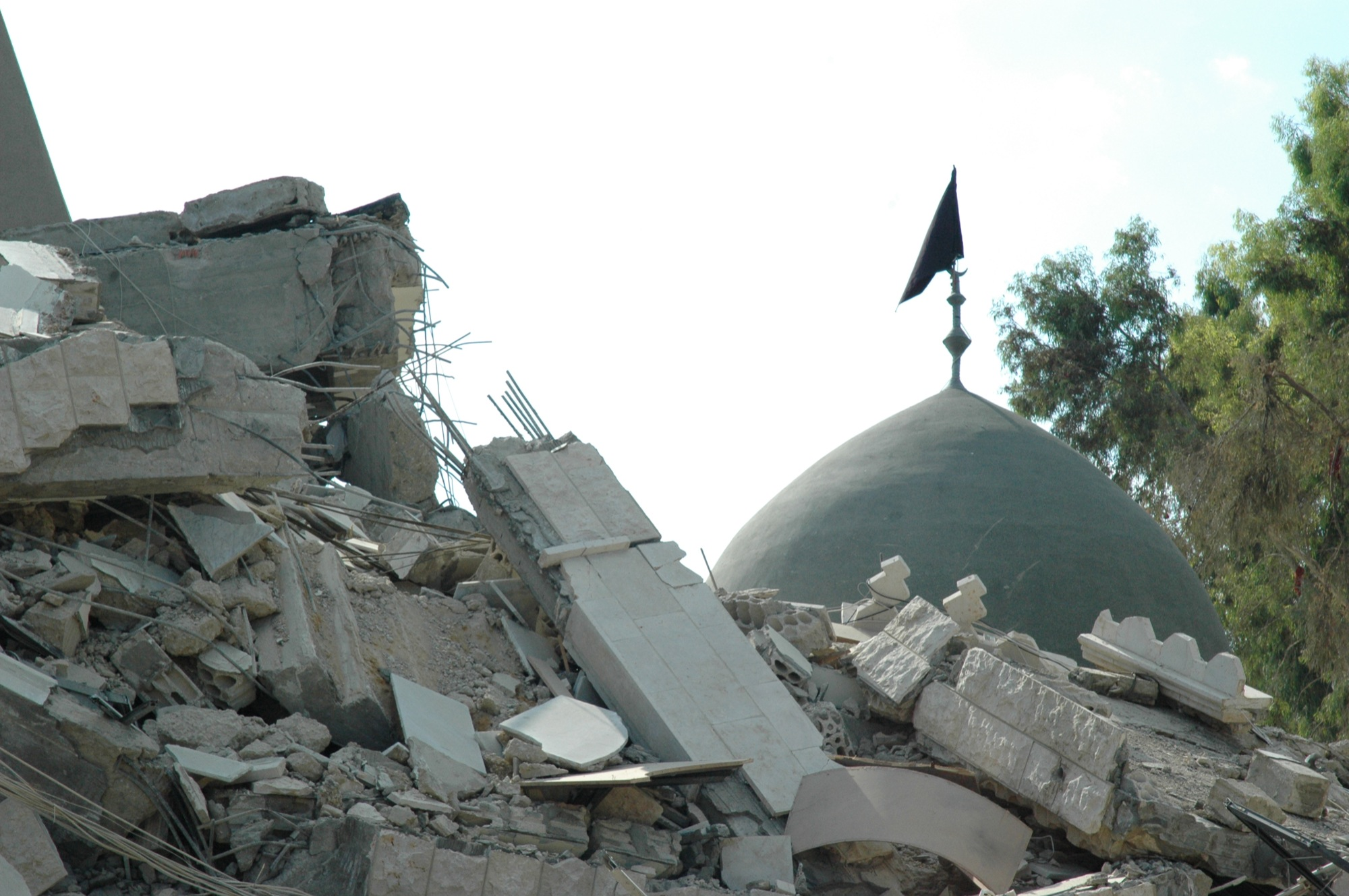
Mezquita destruida en Sidón en un ataque aéreo israelí.

El ejército israelí inició la Operación Recompensa Justa, su primera ofensiva militar sobre territorio libanés desde la retirada total israelí en el año 2000, de acuerdo con los límites reconocidos por las Naciones Unidas. Se fijaron como metas de la operación la liberación de los dos soldados capturados, el cese de los disparos de cohetes a poblaciones israelíes, y la aplicación de la resolución 1559 del Consejo de Seguridad de Naciones Unidas, que ordena el desarme y el desmantelamiento de Hezbolá, y el despliegue en su lugar del ejército libanés a lo largo de la frontera. Esta operación conllevó el bombardeo de instalaciones de transportes, comunicaciones, energéticas y militares, así como cuarteles de Hezbolá y zonas urbanas, provocando en 24 horas decenas de víctimas civiles, cuantiosos daños materiales y el bloqueo de todo el país por mar y aire.
El 1 de febrero de 2007, en el marco de la Comisión Winograd, Ehud Olmert declaró que la captura de ambos soldados activó los planes de contigencia aprobados cuatro meses antes para lanzar una intervención a gran escala en el Líbano. Asimismo, añadió ante la comisión que su gabinete empezó a estudiar las consecuencias de la inestabilidad en la frontera libanesa el 8 de enero de 2006, cuatro días después de sustituir a Ariel Sharón, quien había sufrido un derrame cerebral. Tras estudiar de nuevo el asunto con altos mandos militares durante marzo, abril y mayo, Olmert aceptó la postura del entonces Ramatcal, Dan Halutz, que señalaba que Israel perdería su capacidad de disuasión si no respondía a una eventual captura de soldados. La valoración se fundaba en un hecho similar acaecido en octubre de 2000, en el que Hezbolá capturó a tres militares israelíes, y en los intentos posteriores por parte de esta guerrilla. No obstante, un sector de la población israelí interpretó la respuesta militar de Olmert como una reacción impulsiva y no premeditada, propia de un mandatario carente de experiencia militar. Por su parte, Meir Dagan, jefe del Mossad, expresó que el 12 de julio de 2006 había solicitado al ejército que retrasara su respuesta militar.
La intensidad de la respuesta israelí despertó reacciones encontradas en la comunidad internacional; la ONU repudió lo que consideró un peligroso exceso de fuerza por parte de Israel. Ante el despliegue militar israelí, Hezbolá declaró la guerra abierta a Israel, lo que en un principio causó el rechazo público de Fuad Siniora, el primer ministro libanés.

## Desarrollo del conflicto

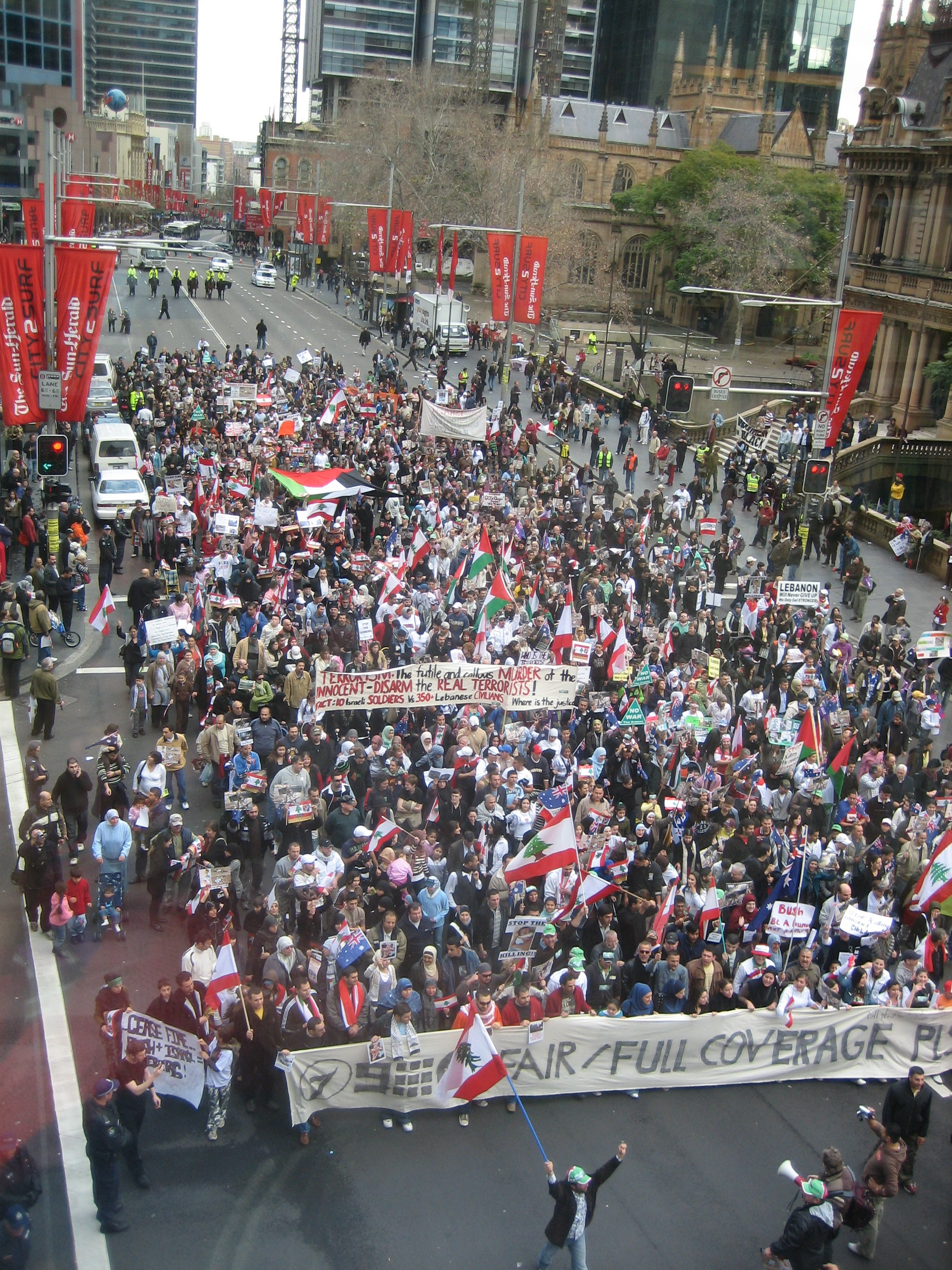
Protesta a favor del Líbano en Sídney (Australia), el 22 de julio de 2006.

El comandante en jefe de las FDI, el teniente general Dan Halutz, anunció que si Hezbolá no liberaba a los soldados israelíes, harían «retroceder 20 años el reloj del Líbano». La respuesta de la milicia fue el bombardeo del norte de Israel, incluyendo poblaciones que durante años no habían sido blanco de los cohetes «Katiusha» lanzados desde el Líbano, como Safed y Carmiel, así como el ataque contra la corbeta INS Hanit, apostada en aguas territoriales libanesas y realizado con un misil contrabuque moderno de fabricación iraní, que se saldó con cuatro marineros israelíes muertos.
El 26 de julio 4 observadores de la ONU murieron tras ataque israelí. El 28 de julio los cohetes de las fuerzas de Hezbolá alcanzaron objetivos situados más hacia el interior de Israel que en los conflictos anteriores. Hezbolá llamó a esos cohetes Khaibar-1. Los expertos de la policía israelí afirmaron que los cohetes eran un versión mejorada de los cohetes Fajr-5 iraníes.
En la última etapa de la crisis, ambas partes escalaron sus posiciones: Israel se dedicó principalmente a atacar con dureza a Hezbolá en todo el país, destruyendo arsenales y depósitos de armamento, instalaciones, oficinas, medios de comunicación y otras infraestructuras de la organización, incluyendo sus cuarteles generales del sur de Beirut. Al mismo tiempo destruyó numerosas infraestructuras civiles y barrios de mayoría musulmana, especialmente chií, como los barrios del sur de Beirut, sobre los que Israel había sido acusado de hacer un simulacro de ataque en enero. Ello causó cientos de muertos y la huida masiva de miles de personas. El Ejército israelí declaró lamentar la pérdida de vidas humanas, atribuyendo la responsabilidad de las mismas al grupo armado:

La responsabilidad de poner en peligro a la población es de la organización terrorista Hezbolá, que dirige y lanza misiles desde zonas pobladas por civiles
Página/12

Los ataques israelíes llegaron al norte del Líbano, hasta Trípoli, donde parte de la población del sur se había refugiado en su huida del teatro de operaciones.

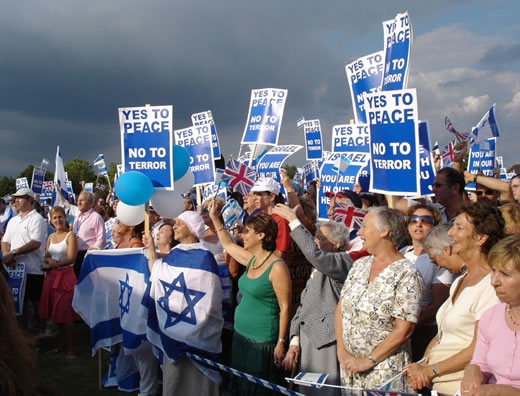
Protesta a favor de Israel en Londres (Reino Unido), el 30 de julio de 2006.

En la tercera semana de los enfrentamientos, iniciados con ataques aéreos, Israel dio paso a la ofensiva terrestre en el sur del Líbano. Las tropas avanzaron hasta seis kilómetros. El objetivo, según Israel, era derribar las líneas de puestos de vigilancia de Hezbolá a lo largo de la frontera, destruir la infraestructura de Hezbolá en el sur del país y desplazar al grupo armado hacia el norte.
El presidente del Líbano denunció el uso por parte de Israel de bombas de fósforo blanco, en bombardeos sobre zonas civiles. El Colegio de Médicos del Líbano decidió solicitar, una vez comprobada la existencia de ciertas «heridas anormales» entre víctimas civiles, varios análisis en el extranjero dada la imposibilidad de aquel momento de que sean llevados a cabo en el país Posteiores análisis confirmaría el uso del Fósforo blanco contra civiles. Asimismo, el gobierno israelí ha reconocido haber utilizado el polémico armamento con fósforo en los ataques contra sus objetivos durante el mes de guerra en el Líbano. El agente químico puede utilizarse en proyectiles, misiles y granadas, y provoca espantosas quemaduras al entrar en contacto con la carne humana.
Por otro lado, organizaciones de derechos humanos (como Human Rights Watch) denunciaron la utilización de bombas de racimo por parte del Ejército de Israel en sus ataques sobre el Líbano. "Las bombas de racimo son armas inaceptablemente imprecisas y poco confiables cuando se usan cerca de civiles", dijo Kenneth Roth, director ejecutivo de HRW, en un comunicado. Esta organización denunció que las bombas de racimo son particularmente peligrosas porque se dividen en partes que pueden no explotar en el momento inmediato del ataque, quedando semienterradas dichas submuniciones, susceptibles de explotar por su manejo accidental por parte de civiles. Según indicó Tekimiti Gilbert, jefe de operaciones en el Líbano del Centro de Coordinación y Acción de Minas de la ONU, Israel lanzó bombas de racimo en al menos 170 pueblos y otros puntos del sur del Líbano durante los 34 días del conflicto. Como el propio Gilbert sostuvo, Israel había impactado deliberadamente zonas urbanas con bombas de racimo, lo que podría violar la Convención de Ginebra que determina que tales municiones no deben ser utilizadas en áreas donde residen civiles por causar daños innecesarios y así sostiene en un informe el Gobierno Libanés. El subsecretario general para Asuntos Humanitarios de la ONU, Jan Egeland, acusó a Israel del uso "totalmente inmoral" de bombas de racimo en el Líbano. Aseguró que los expertos de la ONU han encontrado hasta 100 000 de estos artefactos sin explotar en 359 localidades afirmando que "lo que es chocante y para mí completamente inmoral es que el 90 % del lanzamiento de estas bombas ocurrió en las últimas 72 horas del conflicto, cuando se sabía que había una resolución para poner fin a la guerra. Las bombas de racimo han afectado a grandes áreas, incluidas viviendas privadas, tierras de cultivos, negocios comerciales y tiendas. Estarán con nosotros por muchos meses, posiblemente años. Cada día, hay gente herida o que muere por estas armas. Los civiles morirán de forma desproporcionada otra vez, incluso después de acabada la guerra". Por su parte UNICEF ha realizado sobre el terreno una evaluación del impacto sobre la población infantil libanesa de este tipo de armamento; no obstante, Israel niega haber utilizado estas armas de forma ilegal y defendió su utilización al señalar que "es legal según el derecho internacional" y que su ejército las utiliza "de acuerdo con las normas internacionales". En la discusión sobre el efecto de las bombas de racimo, el obispo Silvano Maria Tomasi, observador permanente ante la Oficina de las Naciones Unidas de Ginebra, ha pedido en nombre de la Santa Sede, la moratoria en su uso. «Las víctimas de conflictos pasados y las víctimas potenciales de conflictos futuros no pueden esperar años de negociaciones y de discusiones».

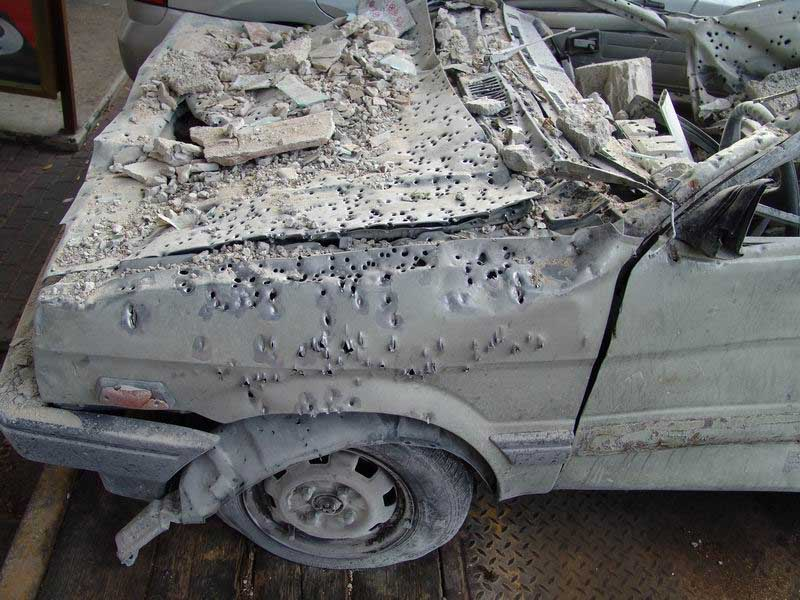
Detalle de los daños provocados por la metralla y las bolas de acero con que van cargados los katiushas con que Hezbolá bombardea las ciudades israelíes.

 Hay que recordar que, del otro lado, Hezbolá –que se encuentra per se fuera de la legalidad internacional al ser una organización irregular– ha lanzado ya varios miles de misiles de forma indiscriminada sobre ciudades israelíes del norte, cargados de bola de acero y con cabezas explosivas de hasta cien kilos capaces de derribar edificios enteros.
Hezbolá fue también acusada de haber instalado sus arsenales y sus lanzaderas de misiles en zonas densamente pobladas, ir vestidos de civil y mezclarse entre la población, lo que maximiza el riesgo de bajas civiles entre los libaneses (lo cual es aprovechado por Hezbolá como propaganda). En ese sentido, el subsecretario de la Oficina de Coordinación de Asuntos Humanitarios, Jan Egeland, ha dicho que "Hezbolá debe de dejar de mezclarse cobardemente entre mujeres y niños".
El 30 de julio, un edificio de apartamentos en la ciudad libanesa de Qana se desplomó tras un bombardeo israelí. Numerosos medios hablaron de 54 personas muertas, 27 de ellos niños, y provocó una gran conmoción internacional. Una vez que un informe de Human Rights Watch cuestionó las cifras de fallecidos, el hospital libanés de Tiro reconoció que el número de muertos era en realidad de 28, entre ellos 16 niños. La cifra definitiva se confirmaría de 27 personas, entre ellas 17 menores. La cifra de muertos es una de las inconsistencias que se estaban señalando desde fuentes hebreas Archivado el 29 de mayo de 2016 en Wayback Machine.. El primer ministro Israelí, Ehud Ólmert, lamentó las muertes de inocentes, alegando que los habitantes de la localidad habían sido advertidos con octavillas de que debían abandonar Caná ante la inminencia de los bombardeos. 

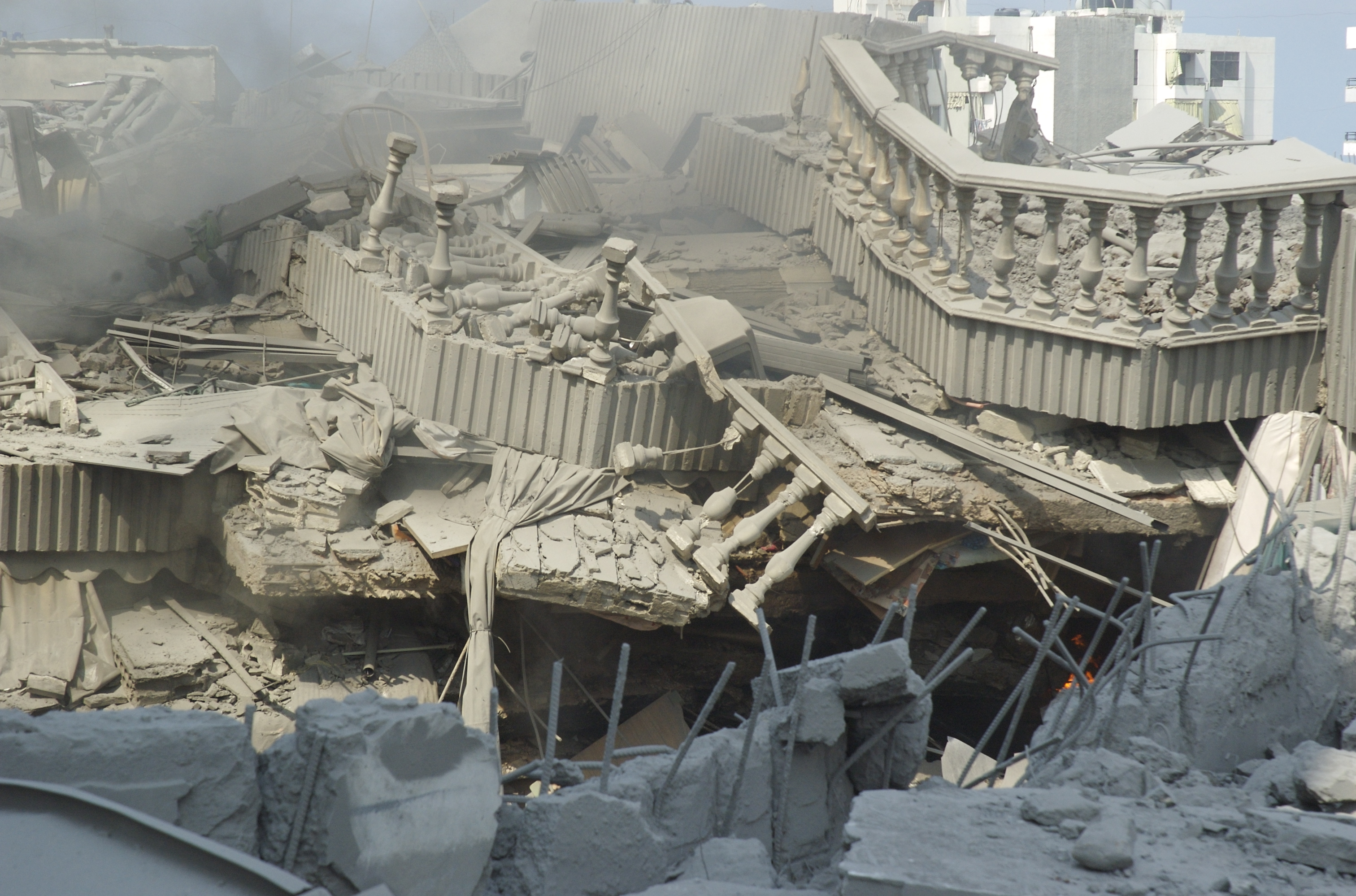
Balaustrada destruida en una vivienda de Beirut por un bombardeo israelí el 20 de julio.

El informe de Naciones Unidas del 8 de agosto, señaló la imposibilidad de escapar de la ciudad debido a los continuos ataques de los israelíes sobre carreteras y transportes de todo tipo. El mismo informe calificó el ataque de «modelo de violación del derecho internacional, incluido el derecho humanitario internacional y las leyes sobre derechos humanos». Según el informe de la ONU, «la Fuerza Provisional de la ONU en el Líbano (FPNUL) no puede confirmar o negar si Hizbulá estaba llevando a cabo actividades militares desde Qana en los días anteriores al ataque del 30 de julio». El informe de Annan también recogió la opinión del Comité Internacional de la Cruz Roja (CICR), que estima que "avisar previamente a la población civil del inminente ataque no exime a Israel de sus obligaciones bajo las normas y principios del derecho internacional humanitario". Ólmert afirmó que la ciudad era utilizada como base de operaciones por Hezbolá, lo que posteriormente fue negado por el gobierno libanés. Kofi Annan, Secretario General de la ONU, declaró tras el ataque: "nadie duda del derecho de Israel a la legítima defensa, pero que la manera en que actúa está causando muertes y sufrimiento en proporciones inaceptables". Por su parte, la Fuerza Aérea Israelí investigó el suceso, incluida la causa de que el edificio bombardeado se desplomase siete horas después del ataque.. En el informe oficial, dado a conocer el 3 de agosto, el Ejército Israelí acusa a Hezbolá de usar a la población como escudos humanos y sostiene que el bombardeo se efectuó porque se desconocía que en el edificio de Caná hubiese civiles. Según declararon pilotos de cazas, la táctica de Hezbolá –sin uniformes, sin separación entre milicia y población– supone un dilema permanente para la aviación israelí.
Amnistía Internacional y Human Rights Watch desestimaron las conclusiones de la investigación israelí y afirmaron que investigadores de ambas organizaciones que visitaron Qana el 31 de julio, el día después del ataque, no encontraron ningún equipo militar destruido en o cerca de la casa. Del mismo modo, ninguna de las decenas de periodistas internacionales, trabajadores de rescate y observadores internacionales que visitaron Qana el 30 y 31 de julio dijeron haber visto ninguna prueba de la presencia militar de Hezbolá en o alrededor de la casa. Según Human Rights Watch, los trabajadores de rescate tampoco recuperaron cuerpos que parecieran de combatientes de Hezbolá en el interior o cerca del edificio. Según un testigo, "hay aviones de vigilancia cerniéndose en lo alto cada día. (...) Es imposible que los aviones no hayan visto que el lugar estaba lleno de mujeres y niños".
Para el 3 de agosto, la ofensiva israelí había matado a más de 900 personas y herido a otras 3000, y un tercio de las víctimas tenía menos de 12 años, según información del Primer Ministro Libanés, Fuad Siniora. Según sus cifras un cuarto de la población del país —un millón de personas— había sido desplazada debido al conflicto armado. Por el lado israelí, hacia el 2 de agosto, se habían producido 55 bajas, entre ellas 19 civiles. 300 000 israelíes han abandonado sus casas en el norte del país.

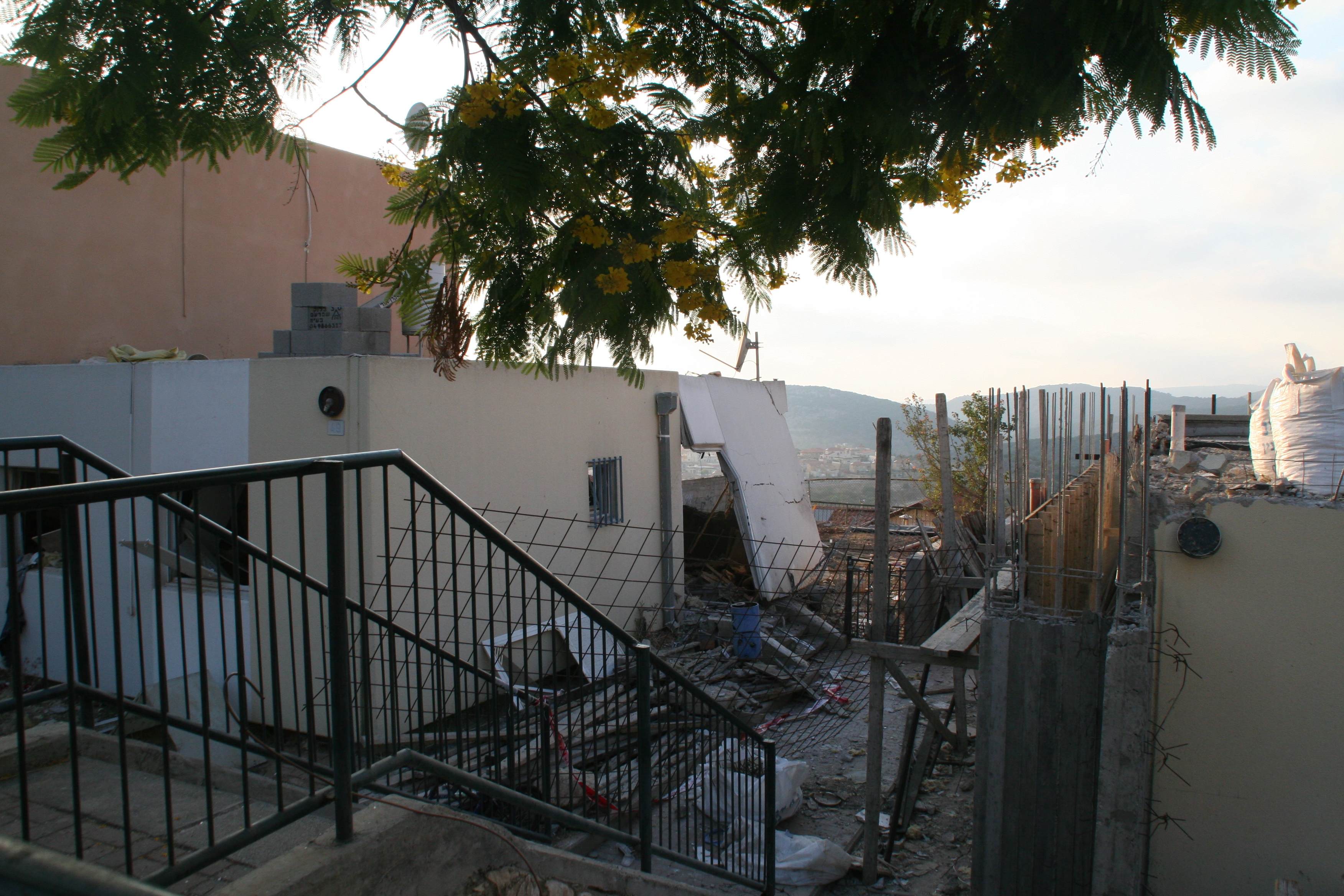
Casa destruida el 31 de julio por impacto de un katiusha en Ma'alot-Tarshiha, Israel.

El 4 de agosto, la Agencia para los Refugiados de la ONU (UNHCR) advirtió que la continua destrucción de carreteras y puentes en el Líbano por parte de la aviación israelí está dificultando la distribución de la ayuda humanitaria. Por su parte el Fondo de Naciones Unidas para la Infancia (UNICEF) dio la voz de alarma sobre la situación humanitaria en el sur del Líbano debido a los continuos bombardeos israelíes. Un portavoz de la organización señaló los problemas de escasez de agua y de combustible en la zona, así como la amenaza de epidemias. Por su parte la Organización Internacional de las Migraciones (OIM) afirmó que los bombardeos israelíes de la pasada madrugada sobre el norte de Beirut "han cortado una vía de comunicación vital con la frontera siria" que se utilizaba para evacuar personas hacia el país vecino. Ese mismo día, un ataque israelí sobre un grupo de agricultores libaneses mató a entre 23 y 33 civiles cerca de la frontera con Siria. Por otro lado, al menos 17 personas murieron y varias más resultaron heridas en un ataque israelí contra un edificio en la ciudad sureña de Taiba. También las zonas cristianas del norte del país, hasta la fecha ajenas a la guerra, sufrieron por primera vez ataques israelíes. Ocho civiles y cuatro soldados murieron ese mismo día en lo que fue el día más mortífero para Israel desde el comienzo de los ataques de Hezbolá. Decenas de personas resultaron heridas por la ola de cohetes que azotó el norte durante esta tarde. La policía afirmó que unos 130 cohetes habían sido disparados hacia Israel en tan solo 90 minutos, entre las 16:00 y las 17:30.
Un portavoz de la policía israelí informó que, para el 10 de agosto, habían impactado en suelo israelí 3526 proyectiles, 716 en ciudades, con el resultado de 51 ciudadanos israelíes muertos y 810 heridos, de ellos 59 heridos graves. Estos datos no incluyen a soldados muertos y heridos en suelo libanés.

## Reacciones

### Israel y Líbano
Al principio, en Israel, el apoyo a la guerra era total, pero ante las pérdidas humanas, esa situación cambió.
Además el otro 20 % contrario a la guerra estaba formado por los palestinos del 48 o árabe-israelíes (como los denomina Israel) y los pequeños grupos pacifistas israelíes.

### Comunidad internacional
La reacción unánime de la comunidad internacional fue de preocupación por el deterioro de la frágil situación geopolítica en el conflictivo Oriente Próximo, y por la estabilidad del Gobierno del Líbano.[cita requerida] A ello se sumó por un lado la comprensión de los argumentos israelíes y el apoyo a su derecho de defensa propia frente a los ataques de Hezbolá, conjuntamente con críticas por la dureza de los ataques y la muerte de civiles, interpretada como reñida con el principio de proporcionalidad establecido por el artículo 51 de la Carta de las Naciones Unidas. Otros estados, principalmente aquellos enfrentados con Israel o Estados Unidos, se pronunciaron condenando la ofensiva israelí. Organizaciones internacionales de derechos humanos, como Amnistía Internacional, pidieron que Israel sea investigado por crímenes de guerra.
Por su parte, Israel resaltó la provocación y beligerancia de Hezbolá, después de que las Naciones Unidas certificaran en el año 2000 la retirada total del país de territorio libanés, y se quejó de la falta de comprensión por parte de algunos gobiernos europeos de las circunstancias en que Israel se ha visto obligada a actuar. El Gobierno Libanés pidió ante el Consejo de Seguridad de la ONU un inmediato alto el fuego, sin que el Consejo aprobara una resolución al respecto.
En Europa, las críticas más duras a la acción israelí fueron hechas por el presidente francés, Jacques Chirac, aliado del Líbano[cita requerida], quien se preguntó si Israel buscaba la destrucción del Líbano y consideró que su reacción a la captura de sus soldados era totalmente desproporcionada. El presidente del Gobierno Español, José Luis Rodríguez Zapatero, también fue muy crítico y declaró: «Los silencios ante lo que hoy se vive en Oriente Medio pueden ser arrepentimientos mañana», declaraciones del 16 de julio de 2006 en Alicante y por la Santa Sede, quienes fustigaron la dura reacción israelí, aunque salvaguardaron su derecho a la legítima defensa. Los gobiernos cubano y venezolano emitieron sendos comunicados condenando enérgicamente a Israel, al tiempo que las reacciones más duras vinieron por parte de Irán y Siria. Por su parte, el presidente ruso, Vladímir Putin, no excluyó que Israel persiguiese «objetivos mucho más amplios» que la liberación de sus militares capturados.
El primer ministro británico, Tony Blair y el presidente estadunidense George W. Bush, en tanto, han respaldado el derecho a la defensa de Israel y acusado a Hezbolá de comenzar el conflicto, y han hecho un llamamiento a Siria y a Irán para que ejerza su influencia y detengan a Hezbolá. Arabia Saudí por su parte, atacó las acciones de Hezbolá, tildándolas de «inesperadas, inadecuadas e irresponsables», y culpando a la organización de hacer retroceder a la región en años, secundado en su posición por Egipto, Jordania, Irak, la Autoridad Palestina, los Emiratos Árabes Unidos, Baréin y Kuwait. El propio primer ministro libanés, Fuad Siniora, criticó con dureza a Hezbolá, acusándolo de haberse convertido en un «problema gravísimo», al ser un «estado dentro de un estado» que responde a las agendas políticas de Irán y Siria, e hizo un llamado al mundo a «ayudar en el desarme» de la organización.
El 26 de julio el secretario general de Naciones Unidas, Kofi Annan, pidió a Israel una investigación por la muerte de cuatro observadores de la ONU en un bombardeo del Ejército Israelí en Khiam donde están desplegadas las fuerzas de la FINUL y en donde los israelíes fueron advertidos en diez ocasiones por el propio organismo internacional que les estaban bombardenado y ha declarado estar "conmocionado y profundamente desolado por el ataque deliberado de las Fuerzas de Defensa Israelíes contra un puesto de observación de la ONU" al tiempo que ha considerado la acción como un "trágico asesinato". El primer ministro israelí, Ehud Ólmert, expresó a Annan su "profundo pesar" por la muerte de los observadores internacionales y aseguró que se investigarán los hechos, aunque negó las imputaciones de que haya sido una acción deliberada, tachando las palabras de Kofi Annan como «prematuras y erróneas». Un día después de las graves acusaciones del secretario de la ONU, se ha conocido un correo electrónico del observador canadiense muerto en Khiam en el que informaba unos días antes de que Hezbolá estaba usando el puesto de la FINUL como escudo de su posición y que las FDI israelíes les bombardeaban «por necesidades tácticas, no por ser el objetivo».
El día 3 de agosto un comunicado de las Naciones Unidas comunicó que un misil de Hezbolá impactó directamente en una posición de la FINUL en el área de Hula, y media hora más tarde, otro misil de Hezbolá impactó en la misma posición.
El presidente venezolano, Hugo Chávez, un estrecho aliado de Irán, ordenó el 3 de agosto la retirada del embajador de Venezuela en Israel por su rechazo al «genocidio» que, a su juicio, ese Estado «comete» contra los pueblos libanés y palestino, según ha declarado el propio Presidente. Chávez también ha condenado que EE.UU. se haya «negado a permitir que el Consejo de Seguridad de Naciones Unidas tome alguna decisión para frenar el genocidio que Israel está cometiendo contra los pueblos palestino y del Líbano». Por su parte, el presidente iraní, Mahmud Ahmadineyad, principal soporte político y militar de Hezbolá, ha declarado que la «mejor solución» a la crisis del Líbano es la eliminación de Israel, aunque pidió, como primera medida, un "inmediato alto el fuego" entre Israel y la milicia chií libanesa Hezbolá.
Tales palabras fueron pronunciadas en la cumbre de la Organización de la Conferencia Islámica, que se celebraba en Malasia. Ahmadineyad, además pidió a todos los estados musulmanes que «corten todas sus relaciones políticas y económicas, abiertas y secretas, con el falso e ilegal régimen sionista» en represalia por los ataques contra el Líbano. Asimismo, instó a todos los países islámicos que «aíslen» a Estados Unidos y Reino Unido por apoyar la ofensiva israelí en el Líbano. El presidente de Francia, crítico de la ofensiva israelí, desestimó las declaraciones del presidente iraní al acusar a Irán de tener «una parte de responsabilidad en el conflicto actual» ya que alegó disponer de informaciones que demostrarían que Irán «proporciona armas sofisticadas y financiación» a Hezbolá para atacar a Israel, lo que la República Islámica niega. Irán, que no reconoce el Estado de Israel y que ha amenazado en numerosas ocasiones con destruirlo, ha hecho público su total respaldo a la milicia islamista Hezbolá.

## Actividad diplomática

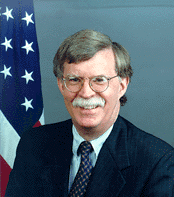
John Bolton, Embajador de Estados Unidos ante las Naciones Unidas.

Paralelamente a la intensificación y el agravamiento de la situación, y al cabo de cinco días de hostilidades, se notó una febril actividad diplomática tanto en el terreno bilateral como a nivel de las relaciones multilaterales.[cita requerida]
La principal iniciativa en tal sentido provino por parte de los presidentes de países industrializados (G-8), en su reunión cumbre de San Petersburgo del 16 de julio de 2006. Tras evidenciar una profunda disparidad de criterios durante la reunión, los países lograron consensuar un comunicado conjunto que llama al cese del fuego y a la liberación de los militares israelíes prisioneros, afirmando el derecho israelí de defensa propia, y culpando a «los elementos extremistas y los que los apoyan» de arrastrar a la zona al caos.
Dentro del transcurso de la crisis, Estados Unidos, haciendo uso de su poder de veto, ha evitado que el Consejo de Seguridad condene explícitamente determinadas acciones de Israel en territorio del Líbano, pese a las peticiones del Secretario General al respecto. Pese a lo anterior, respecto a la muerte de observadores del organismo y la masacre de Caná, el Consejo ha emitido una serie de declaraciones consensuadas en las cuales expresa su preocupación por "la amenaza de la escalada de violencia, con graves consecuencias humanitarias".
Por su parte, el primer ministro italiano, Romano Prodi, mantuvo contactos con el premier Israelí, y comunicó al Líbano que este país estaría dispuesto a un cese del fuego, en caso de ser devueltos los soldados, y que Hezbolá se retirase al norte del río Litani (antiguo Leontes), en el sur libanés.
En tanto, el Alto Comisionado de la Unión Europea para Asuntos Exteriores, Javier Solana, efectuó una visita sorpresa al Líbano, junto con el representante de las Naciones Unidas para Oriente Medio, Terje Rød-Larsen. El primer ministro libanés, Fuad Siniora, por su parte, se expresó dispuesto a desplegar el Ejército de su país hasta la frontera internacional, según la resolución 1559 del Consejo de Seguridad y la demanda del gabinete de Ehud Ólmert.
El presidente del Congreso Libanés, Nabih Berri, ha manifestado que su Gobierno busca la mediación de un tercer actor para obtener un alto al fuego. Parte de la población israelí se ha manifestado en ese sentido: el 16 de julio, una manifestación ante la Knéset pidió el fin de las acciones militares y la reanudación de un proceso político.
El día 29 de agosto, el secretario general de las Naciones Unidas, Kofi Annan, realizó una visita a Jerusalén, capital de Israel, y declaró que esperaba que las fuerzas de paz fueran reunidas a la mayor brevedad para que así el ejército israelí pudiera regresar a casa.
En su visita a Israel, durante los días 10 y 11 de septiembre, el primer ministro británico, Tony Blair, afirmó que sería «insensato» ignorar la amenaza que supone Irán y emplazó a Israel y al Gobierno palestino a reforzar el proceso de paz en una entrevista publicada hoy por el diario israelí Haaretz.
El ministro de Asuntos Exteriores y de Cooperación de España, Miguel Ángel Moratinos, se reunió el día 11 de septiembre en la capital del Estado de Israel, Jerusalén, con Ehud Ólmert y con la ministra israelí de Asuntos Exteriores, Tzipi Livni y afirmó que España no necesita «garantías» del Gobierno de Israel para el despliegue de sus tropas en el sur del Líbano porque son dos países «amigos» y «no nos atacamos mutuamente». Israel, por su parte, dice apreciar la participación española pero recuerda que no ha pedido el despliegue de una fuerza internacional para garantizar su defensa. El titular de Exteriores, Miguel Ángel Moratinos, admitió que «fue Hezbolá quien desencadenó la crisis».

### Acción diplomática de la ONU
Kofi Annan intentó desde el primer momento lograr una resolución del Consejo de Seguridad para un inmediato alto al fuego de las hostilidades, pero el representante de EE.UU., John Bolton, se negó sistemáticamente a dichas peticiones, vetando los proyectos que se presentaban, hasta que finalmente se llegó a un acuerdo con todos los miembros de dicho consejo.

## Últimos días de guerra
En los últimos dos días, ante el anuncio de un acuerdo para una resolución del Consejo de Seguridad de la ONU que llamaba a un alto al fuego, ambos bandos intensificaron sus acciones bélicas. Hezbolá intensificó sus ataques con cohetes sobre la ciudad de Haifa, bombardeando instalaciones civiles de forma indiscriminada. Por su parte, Israel procedió a desplegar una amplia operación de invasión terrestre hasta el río Litani, 24 horas antes de la vigencia del cese al fuego.

## Armamento utilizado
El armamento utilizado en ambos bandos incluyó armas no convencionales y con usos no admitidos por el derecho internacional humanitario. Hezbolá, que usó estrategias similares a las de las guerra de guerrillas, también usó misiles para los mencionados ataques sobre la ciudad de Haifa con munición de fragmentación; Israel afirmó que dichos misiles eran de origen iraní y los dirigentes de Hezbolá expresaron que sus misiles eran de fabricación estadounidense, si bien existe un consenso mayoritario sobre el origen sirio e iraní de su armamento. Hezbolá también empleó misiles antitanque, principalmente el RPG-29 de origen soviético, dañando edificios y 52 carros Merkava; de ellos, cinco fueron completamente destruidos y el resto, reparados y vueltos al servicio.
Por su parte Israel hizo mayor uso de su superioridad aérea, usando su arsenal de bombas convencionales, sobre todo bombas antibúnkeres, que fueron lanzadas principalmente en Beirut, sobre posiciones de Hezbolá e instalaciones civiles. También hizo uso de bombas de fósforo blanco que pudieron haber sido lanzadas incluso sobre población civil; su uso fue reconocido por Israel, pero solo sobre objetivos militares en campo abierto.
Según el periodista Robert Fisk, Israel pudo haber utilizado bombas antibúnker de uranio empobrecido, algo también sostenido por la RAI en un documental; no obstante, una investigación de la ONU descartó el uso de munición de uranio empobrecido. También se emplearon bombas de racimo, cuya utilización ha sido cuestionada fuera y dentro de Israel y que causaron víctimas mucho tiempo después de concluidas las hostilidades.[cita requerida]
Con los buques de guerra, las Fuerzas de Defensa Israelíes bloquearon marítimamente al Líbano, realizando estos buques esporádicos ataques con misiles.
Finalmente, las fuerzas terrestres contaban con divisiones acorazadas de carros de origen estadounidense[cita requerida] y de Merkava, de fabricación israelí, además de equipos de última generación para la infantería y fuerzas de élite como la Brigada Golani.

## Incumplimiento del alto el fuego
El 14 de agosto de 2006, pocas horas después del comienzo del alto el fuego, cuatro morteros fueron disparados desde el sudeste libanés, confirmado por el UNIFIL en un comunicado de prensa, mientras que un portavoz militar israelí afirmó que Israel no responderá a esta acción[cita requerida]. En ese mismo día se registraron otros cuatro incidentes cuando miembros armados de Hezbolá se aproximaron a posiciones militares israelíes, sufriendo cuatro bajas.
El 15 de agosto soldados israelíes abrieron fuego de nuevo cuando cuatro combatientes de Hezbolá, según la versión de las FDI, se acercaron a sus posiciones, sufriendo la milicia chií tres nuevas bajas. Ese mismo día, 10 misiles Katiusha fueron disparados por Hezbolá desde el Líbano. Israel reiteró que no respondería, puesto que los cohetes no cruzaron la frontera.
El ministro de Exteriores libanés, Fawzi Sallukh, informó al enviado especial de la ONU al Líbano e Israel, Terje Roed-Larsen, del enfrentamiento entre soldados israelíes y milicianos de Hezbolá durante la madrugada del 19 de agosto, debido a una operación armada llevada a cabo por el ejército israelí para evitar la entrada desde Siria de nuevas armas destinadas al rearme de la milicia chií, en lo que sería el incumplimiento más destacado del alto el fuego desde su entrada en vigor.
El secretario general de la ONU, Kofi Annan, declaró en un comunicado de prensa que el ataque israelí contra Hezbolá en el Líbano constituía «una violación» del cese de hostilidades. «El secretario general está profundamente preocupado por una violación, por la parte israelí, del cese de hostilidades previsto por la resolución 1701 del Consejo de Seguridad», explicó un comunicado hecho público por el portavoz de Annan. El secretario general de la ONU habló por teléfono con el primer ministro israelí, Ehud Ólmert, quien afirmó que el ataque trataba de evitar el tráfico de armas a Hezbolá y no constituía, en opinión de Israel, una violación de la resolución 1701.
Por su parte, el primer ministro libanés, Fuad Siniora, afirmó que «la incursión llevada a cabo por las fuerzas de ocupación israelíes hoy en Bekaa es una flagrante violación del cese de hostilidades anunciado por el Consejo de Seguridad de la ONU», y pidió a la delegación de la ONU encabezada por Larsen que preguntara «a Israel cómo piensa aplicar la resolución 1701 del Consejo de Seguridad, que debe velar por el cumplimiento del alto el fuego entre Israel y Hezbolá». «Si las violaciones continúan, la responsabilidad recaerá sobre el Consejo de Seguridad de la ONU, el cual tendrá que exigir a Israel que pare sus agresiones» añadió Sallukh.
A su vez, el Ministerio del Exterior de Israel aseguró en un comunicado que la operación militar israelí en el oriente del Líbano fue «una respuesta a una clara violación del alto el fuego», ya que la resolución 1701 del Consejo de Seguridad de la ONU prohíbe la transferencia de armas de Siria e Irán a Hezbolá.
El Ejército Israelí afirmó que su incursión en el valle del Bekaa pretendía impedir la entrega de armas a Hezbolá por estos dos países, sin demostrar a la comunidad internacional que tal transferencia de armas se hubiera producido o se estuviera produciendo, y sin que reclamase la actuación del Consejo de Seguridad de Naciones Unidas.
El portavoz del Ministerio del Exterior de Israel, Mark Regev, dijo que "el alto el fuego se basa en la resolución 1701 la cual llama a una fuerza militar internacional en la región. En ausencia de esa presencia, el envío de armas a Hezbolá es una violación clara de la resolución 1701 e Israel tiene derecho a responder. Cuando las fuerzas internacionales y el ejército libanés estén haciendo cumplir el alto el fuego, la acción israelí no será necesaria."
UNIFIL constató cuatro violaciones del espacio aéreo libanés por parte de las Fuerzas Aéreas de Israel el 20 de agosto y otras dos violaciones similares al día siguiente, así como enfrentamientos entre Hezbolá y la Fuerzas Armadas Israelíes al este de Shamaha.
Según uno de los informes de la ONU, el 29 de agosto el secretario general de las Naciones Unidas, Kofi Annan, se reunió con el ministro de Defensa israelí, Amir Péretz, en Jerusalén, y le hizo saber que Israel violó el cese el fuego más cantidad de veces que Hezbolla.

## Consecuencias del conflicto
El Gobierno Libanés a fecha 27 de agosto de 2006 estimaba que los daños causados por la guerra en su país se elevaban a 1187 nacionales muertos, 4060 heridos, 256 000 desplazados y 15 000 viviendas destruidas, muchos de los muertos y heridos eran miembros de Hizbollá. Por parte de Israel, las cifras ofrecidas por los medios de comunicación, citando como fuente las Fuerzas Armadas Israelíes, cifraban en 116 los soldados muertos y 450 los heridos. Entre los civiles, 41 muertos y 604 heridos.
Según un informe publicado por Amnistía Internacional el 14 de septiembre, la milicia chií libanesa Hezbolah cometió "graves violaciones" de los derechos humanos al atacar "deliberadamente" a la población civil israelí durante el conflicto. Amnistía Internacional asegura que Hezbolah lanzó cerca de 4000 cohetes contra el norte de Israel, causando la muerte de civiles y heridos graves y obligando a miles de civiles a cobijarse en refugios o huir. Aproximadamente, una cuarta parte de los cohetes se dispararon directamente contra zonas urbanas, especifica el documento. Según la Secretaria General de AI, Irene Khan, "la escala de los ataques de Hezbolah contra ciudades y pueblos israelíes, el carácter indiscriminado de las armas utilizadas, y las declaraciones de los dirigentes del grupo confirmando su intención de atacar a civiles dejan perfectamente claro que Hezbolah violó las leyes de la guerra".
El informe de Amnistía Internacional incluye datos que indican claramente que:
- Hezboláh disparó unos 900 cohetes Katiusha inherentemente inadecuados contra zonas urbanas del norte de Israel, en clara violación del principio de distinción establecido por el derecho internacional entre objetivos civiles y militares;

- Hezboláh utilizó cohetes Katiusha modificados que contenían rodamientos de metal destinados a causar el mayor número posible de muertes y lesiones; uno de esos cohetes mató a ocho trabajadores del ferrocarril. Otros cohetes cayeron en el Hospital para la Galilea Occidental, uno de ellos destrozó el servicio de oftalmología;

- Hasán Nasralá y otros altos dirigentes de Hezbolá declararon que el grupo pretendía atacar a civiles como forma de represalia, lo que viola la prohibición tanto de lanzar ataques directos contra civiles como de tomar represalias con la población civil;

- La huida de civiles del norte de Israel y la existencia de refugios evitaron una cifra de muertos superior a las 43 bajas civiles registradas.[177][178][179][180]

### Daños ambientales al Líbano y a Israel
En un informe publicado por la ONU, se concluye que el daño ambiental provocado por los intensos bombardeos israelíes sobre el Líbano, contra blancos civiles ajenos al conflicto, han provocado un impacto ambiental negativo para la región. En una parte el informe señala: "Muchos de los sitios bombardeados, las fábricas quemadas y los complejos industriales están contaminados con una variedad de tóxicos y sustancias dañinas para la salud".
A ello se suma el derrame de petróleo provocado por el bombardeo contra los depósitos de la planta energética de la ciudad de Biblos, en el Líbano.
Según Paul Ginsberg que dirige el Departamento Forestal del Fondo Nacional Judío, Israel también sufrió graves daños ambientales, expresó que «va a demorar 50 años, dos generaciones enteras, para que nuestros bosques vuelvan a ser como eran antes de la guerra». En total, según el informe difundido por la citada organización, se quemaron 750 000 árboles y 6680 hectáreas por los incendios provocados por los cohetes del movimiento islamista.
Gidon Bromberg, director de Amigos de la tierra de oriente medio expresó que Israel fue empujado 50 años atrás y que se necesita urgentemente un plan de reforestación para el norte de Israel.

## Fin del bloqueo aéreo y marítimo
El 6 de septiembre Israel anunció de forma oficial, tras recibir una fuerte presión internacional, el levantamiento del bloqueo marítimo del Líbano para el día 7, lo que se ha considerado en algunos medios como una "marcha atrás" del Gobierno de Olmert después de afirmar que también levantará por completo el bloqueo aéreo. Esa posibilidad de levantar el bloqueo fue negada el 3 de septiembre. La decisión ha sido tomada tras anunciar una empresa dependiente de British Airways, y con el consentimiento del gobierno británico, su intención de volar a Beirut sin solicitar el permiso de Israel, además de las gestiones del secretario general de la ONU y las amenazas del Ministro de Asuntos Exteriores Libanés el día 6, Fauzi Salluj, "Esperaremos a las 48 horas dadas por (el secretario general de la ONU, Kofi) Annan, y si la situación se resuelve, le daremos las gracias. Si no, el Gobierno libanés tomará las medidas necesarias y romperá el bloqueo" si no era levantado unilateralmente por Israel.
A pesar de las declaraciones amenazantes, Israel mantiene aun el bloqueo marítimo, «El bloqueo aéreo ha acabado. En coordinación con las Naciones Unidas, el bloqueo naval continuará hasta que la fuerza naval internacional esté en el lugar», dijo Miri Eisin, portavoz del primer ministro israelí, Ehud Ólmert.
Al preguntársele por qué se había demorado el fin del embargo naval. Siniora declaró: «Hubo un problema en Naciones Unidas que está siendo resuelto. Estén seguros de que el embargo será levantado (...) Hay un pequeño problema por la noche, y pienso que por la mañana, si Dios quiere, esto estará levantado», agregó.
Finalmente el bloqueo fue levantado el día 8 de septiembre. Israel entregó la custodia de las costas libanesas a una fuerza naval de la ONU con tropas de Italia, Francia y Grecia que comenzaron a patrullar las costas del Líbano.

## Retirada de Israel
El 20 de septiembre, el Ministro de Defensa de Israel, Amir Péretz, declaró que «Israel pretende completar la retirada de tropas del Líbano este fin de semana. Esa es nuestra intención, definitivamente queremos completarlo». El Ejército dijo que se había retirado de más del 80 % del territorio conquistado durante la guerra, cediéndolo a los cascos azules de la ONU, bajo la misión de pacificación FPNUL II, una versión ampliada de la existente en el área.
El 30 de septiembre, las tropas israelíes cruzaron la frontera sur del Líbano, iniciando la última fase de su retirada, de acuerdo con la resolución de las ONU que puso fin a la guerra con los guerrilleros de Hezbollah, informó una fuente de las fuerzas de seguridad de Israel. Autoridades militares israelíes dijeron tener la esperanza de que las últimas fuerzas consigan dejar el Líbano antes del inicio del Yom Kipur, el día más sagrado del calendario hebreo.
El 1 de octubre, la ONU confirmó que el Ejército israelí abandonó las últimas posiciones que había ocupado durante más de dos meses en el sur del Líbano, con la excepción de un sector fronterizo estratégico del que «podría retirarse la próxima semana». Israel anunció que mantendría su última posición en el sector de Ghajar hasta que se alcance un acuerdo sobre seguridad con los cascos azules y el Ejército libanés, que se estaban desplegando en el sur del Líbano. Sin embargo, tras su retirada casi total, Israel lanzó una nueva advertencia a Hezbolá, resuelto a no desarmarse: «Si Hezbolá se acerca a la frontera con armas y trata de reconstruir las infraestructuras que destruimos, utilizaremos todos los medios de que disponemos para impedirlo», aseguró Dan Halutz.

## Acciones políticas
Fauzi Salluj advirtió, según el Diario La Crónica y otros medios, que el movimiento chií libanés Hezbolá no entregará los cuerpos de los soldados israelíes capturados (Ehud Goldwasser y Eldad Regev) hasta que haya negociaciones para liberar a los árabes presos en cárceles israelíes y ha declarado que «Ninguno de los dos soldados israelíes será liberado a menos que haya negociaciones sobre el intercambio de prisioneros libaneses e israelíes».

## Análisis del conflicto desde distintos puntos de vista

### Para Israel

#### Desde el gobierno
Para Olmert la guerra fue un éxito que ha permitido que Israel tenga mayor seguridad al norte. «Tuvimos grandes logros en esta guerra» aseguró y si bien reconoció que existieron deficiencias en la campaña militar, manifestó que las mismas se están corrigiendo, con lo cual Israel, según él, está mucho más seguro que antes.
Después de la guerra, la popularidad de Olmert bajó y en el mes de setiembre del 2006, el jefe del estado mayor de Israel Moshe Ya'alon públicamente llamó a la renuncia de Olmert. En mayo de 2007, la tasa de aprobación de Olmert bajó a un 3%.

#### Desde la oposición
Un informe de Micha Lindenstrauss, Supervisor del Estado israelí, considera que la guerra fue un fracaso y culpa a Olmert y Halutz de tal derrota. A Lindenstrauss se suma el Obussman de Israel, quien en su informe expresa que "...todo marchó mal. Los refugios antiaéreos eran insuficientes y no estaban preparados para proteger a los ciudadanos contra los ataques de misiles. Muchos lugares carecían de un sistema de alerta para ataques con misiles, y, en diversos casos, ni los bomberos ni la policía emprendieron acción y, en cambio, funcionarios públicos abandonaron sus puestos de trabajo, y dejaron a la población abandonada a su suerte. Pese a ser por ley obligatorio, los hospitales carecían de la protección especial contra ataques de misiles". Todo esto se suma a las críticas de la comisión Winograd.